# Tadeusz Rawski (historyk)
Tadeusz Rawski (ur. 3 września 1924, zm. 25 listopada 2020) – polski historyk, doktor habilitowany, pułkownik Wojska Polskiego.

## Życiorys
Był żołnierzem I Armii Wojska Polskiego. Absolwent studiów na kierunku historia na Wydziale Historycznym Uniwersytetu Warszawskiego (1955) i Akademii Sztabu Generalnego. Uczeń Stanisława Herbsta. Był pracownikiem naukowym Wojskowego Instytutu Historycznego. Od 1959 był zastępcą komendanta WIH. Później pracował jako profesor nadzwyczajny w Mazowieckiej Wyższej Szkole Humanistyczno-Pedagogicznej w Łowiczu. Jego zainteresowania badawcze skupiają się na wojskowości czasów powstania kościuszkowskiego i okresie II wojny światowej.
Według materiałów zgromadzonych w archiwum Instytutu Pamięci Narodowej był w latach 1948–1956 tajnym współpracownikiem (informatorem) stalinowskiej Informacji Wojskowej o pseudonimie „Gwalbert”.

## Odznaczenia
- Srebrna odznaka honorowa „Za Zasługi dla Warszawy” (1966)[5]

## Wybrane publikacje
- "Sprawa Kubali": jak sanacja "rozbudowywała" lotnictwo polskie, Warszawa : Wydawnictwo Ministerstwa Obrony Narodowej 1952.
- Sztuka dowódcza Tadeusza Kościuszki, Warszawa: Wydawnictwo Ministerstwa Obrony Narodowej 1953.
- 15-lecie wyzwolenia polskich ziem zachodnich i północnych, Warszawa: Towarzystwo Rozwoju Ziem Zachodnich 1960.
- (współautorzy: Zdzisław Stąpor, Jan Zamojski) Wojna wyzwoleńcza narodu polskiego w latach 1939-1945: węzłowe problemy, Warszawa: Wydawnictwo Ministerstwa Obrony Narodowej 1963 (wyd. 2 - 1966; przekład niemiecki: Der Befreiungskrieg des polnischen Volkes 1939-1945: Hauptprobleme, Warszawa: Verlag des Min. für nationale Verteidigung 1966; przekład rosyjski: Osvoboditel'naâ vojna pol'skogo naroda v 1939-1945 gg.: osnovnyje problemy , Varšava: Izdat. Min. nacional'noj oborony 1966; przekład hiszpański: Guerra libertadora del pueblo polaco en los años 1939-1945: problemas fundamentales, Varsovia : Ed. del Min. de la defensa nacional 1966; przekład angielski: The liberation war waged by the Polish people in the years 1939-1945: the key problems, Warsaw: Publication of the Ministery of National defense 1966).
- (współautorzy: Aleksander Kochański, Zbigniew Szczygielski), 100 lat polskiego ruchu robotniczego: kronika wydarzeń, Warszawa: "Książka i Wiedza" 1978.
- Odrzucone ultimatum, Warszawa: Wydaw. Ministerstwa Obrony Narodowej 1978.
- Wojna na Bałkanach 1941: agresja hitlerowska na Jugosławię i Grecję, Warszawa: Wydaw. Min. Obrony Narodowej 1981.
- Politycy i wojskowi: szkice z dziejów drugiej wojny światowej, Warszawa: "Książka i Wiedza" 1982.
- Piechota w II wojnie światowej, Warszawa: Wydaw. Min. Obrony Narodowej 1984.
- Polski ruch oporu 1939-1945, red. nauk. Bogdan Kobuszewski, Piotr Matusak, Tadeusz Rawski, Warszawa: Wydaw. Min. Obrony Narodowej, 1988.
- Polska bitwa o Monte Cassino, Warszawa: Instytut Wydawniczy Związków Zawodowych 1991.
- 4 Dywizja Piechoty-Zmechanizowana: zarys dziejów : 1808-1994, red. nauk. Grzegorz Nowik, Tadeusz Rawski, Warszawa: "Bellona" 1994.
- Bitwa pod Maciejowicami 10 X 1794 r.: żale pomaciejowickie, wybór tekstów historycznych i literackich, opracowanie i noty edytorskie Andrzej Woltanowski, wstęp Tadeusz Rawski i Andrzej Woltanowski, Białystok: Uniwersytet Warszawski. Filia 1994.
- Powstanie kościuszkowskie 1794 : dzieje militarne, t. 1-2, pod red. nauk. Tadeusza Rawskiego, Warszawa: "Egros" - WIH 1994-1996.
- Ostatnie lata I Rzeczypospolitej, red. nauk. Tadeusz Rawski, Łowicz: Mazowiecka Wyższa Szkoła Humanistyczno-Pedagogiczna w Łowiczu 1996.
- Powstanie Warszawskie 1944: wybór dokumentów, t. 1: Preliminaria operacyjne, natarcie powstańców i opanowanie miasta 31 V - 4 VIII 1944, red. nauk. Piotr Matusak, wybór i oprac. Eugeniusz Kozłowski, P. Matusak, Tadeusz Rawski, Warszawa: "Egros" 1997.
- (współautorzy: Piotr Matusak, Edward Pawłowski), Druga wojna światowa: 1939-1945, t. -2, Siedlce: Wydaw. Akademii Podlaskiej 2003.
- Maciejowice 1794, Warszawa: Polska Fundacja Kościuszkowska 2008.
- (współautorzy: Janusz Cisek, Konrad Paduszek), Wojna polsko-sowiecka 1919-1921, Warszawa: Wojskowe Centrum Edukacji Obywatelskiej 2010.